# Марк Ливий Друз Клавдиан
Марк Ли́вий Друз Клавдиа́н (лат. Marcus Livius Drusus Claudianus; 93/91 — октябрь 42 гг. до н. э., под Филиппами, Македония) — римский политический деятель из плебейского рода Ливиев, предположительно претор в 50 году до н. э. Отец Ливии, супруги Августа, и предок ряда римских императоров.

## Происхождение
По рождению Марк Ливий принадлежал к патрицианскому роду Клавдиев, но позже был усыновлён представителем знатного и богатого плебейского семейства Ливиев Друзов. Светоний сообщает о происхождении Ливии (дочери Друза Клавдиана) по мужской линии от Клавдиев Пульхров, и это вся сохранившаяся информация на данную тему. Учитывая имя Клавдиана, его приёмный отец должен был носить преномен Марк, и большинство исследователей уверено, что это знаменитый народный трибун 91 года до н. э., у которого не было родных детей от брака с Сервилией: других нобилей по имени Марк Ливий Друз в этом поколении не было, насколько можно судить по источникам. Существует и менее популярная альтернативная гипотеза, что усыновителем стал Мамерк Эмилий Лепид Ливиан — брат трибуна по крови, усыновлённый одним из Лепидов.
Относительно кровного отца Клавдиана существуют разные версии. Ф. Мюнцер предположил, что Светоний ошибся: Марк Ливий принадлежал по рождению к Клавдиям Неронам, а не к Клавдиям Пульхрам. В 207 году до н. э. предок Друзов был коллегой по консулату Гая Клавдия Нерона, а сам Клавдиан выдал свою дочь за ещё одного Нерона, что может свидетельствовать о наличии крепких связей между двумя семьями. Э. Хантсмэн добавляет к этому, что Клавдии Пульхры были родственниками Луция Марция Филиппа, принципиального врага Друза-трибуна.
Многие учёные придерживаются традиционной версии — о Клавдии Пульхре. Теоретически отцом Клавдиана могли быть Аппий, консул 79 года до н. э.; брат Аппия Гай, консул 92 года до н. э.; сын Гая Аппий, военный трибун в 87 году до н. э. О. Любимова считает наиболее правдоподобным третий вариант.

## Биография
Предположительно будущий Друз Клавдиан родился не раньше 93 года до н. э. (иначе получилось бы, что он получил претуру в 50 году до н. э. с большой задержкой, а для столь знатного человека это было бы слишком необычно) и не позже ноября 91 года до н. э., когда погиб его вероятный приёмный отец Марк Ливий Друз. Возможно, последний, уже лёжа на смертном одре, решил принять в свою семью маленького сына одного из своих друзей. Первое упоминание о Друзе Клавдиане может относиться к апрелю 59 года до н. э. Марк Туллий Цицерон в одном из писем к Аттику сообщает о «Друзе, писаврском гражданине», которому могла достаться от консула Гая Юлия Цезаря какая-то выгодная дипломатическая миссия. Ф. Мюнцер предполагает, что речь именно о Клавдиане, который, соответственно, должен считаться применительно к тому времени сторонником первого триумвирата.
Летом 54 года до н. э. Марк Ливий предстал перед судом. Этот процесс мог быть связан с многочисленными нарушениями при выборах магистратов в те годы; в деталях известно только, что Друза Клавдиана обвинили в преварикации — тайном сговоре с противной стороной в рамках судебного дела. Либо он был обвинителем в каком-то другом процессе и заключил сделку с обвиняемым, либо был обвиняемым и заключил сделку с обвинителем. Речь против Друза произнёс Лукреций, защитниками были Гай Лициний Кальв (позже он издал свою речь «В защиту Друза») и Марк Туллий Цицерон, взявшийся за это дело по просьбе Гнея Помпея «Великого». Присяжные признали Марка Ливия невиновным большинством в четыре голоса.
В августе 50 года до н. э. Марк Целий Руф написал Цицерону в Киликию, что «у Друза по Скантиниеву закону происходит суд». Исследователи делают отсюда вывод, что в 50 году до н. э. Марк Ливий занимал должность претора или был судьёй. Вскоре после этого началась гражданская война между Цезарем и Помпеем, об участии в которой Друза ничего не известно; по мнению Ф. Мюнцера, он придерживался нейтралитета. В 45 году до н. э. Цицерон купил у Марка Ливия его сады, чтобы построить в них храм, посвящённый Туллии. В 43 году до н. э., во время Мутинской войны, Друз был на стороне сенатской «партии»: его подпись значится под апрельским постановлением сената о передаче двух легионов из армии погибшего в бою консула Авла Гирция консулу-десигнату Дециму Юнию Бруту Альбину, одному из убийц Цезаря. Это постановление выполнено не было — легионы признали своим командиром приёмного сына Цезаря, Октавиана, который двинул войска на Рим.
Захватив власть в Республике, цезарианцы составили проскрипционные списки, включив туда и имя Друза Клавдиана (конец 43 года до н. э.). Последний бежал на Восток, где присоединился к Марку Юнию Бруту и Гаю Кассию Лонгину. После окончательного поражения сенатской «партии» в битве при Филиппах осенью 42 года до н. э. Марк Ливий покончил с собой в лагерной палатке.

## Потомки
Не позже начала 59 года до н. э. Марк Ливий женился на Ауфидии, дочери народного трибуна 61 года до н. э. Марка Ауфидия Луркона. 30 января 58 года до н. э. родился его единственный родной ребёнок — дочь Ливия, впоследствии жена Тиберия Клавдия Нерона (с 42 года до н. э.) и Октавиана (с 38 года до н. э.). Соответственно император Тиберий и Друз Старший были внуками Марка Ливия, Калигула — праправнуком, Клавдий — правнуком, Нерон — потомком в пятом поколении.
Своим завещанием Марк Ливий усыновил представителя рода Скрибониев (предположительно сына Луция Скрибония Либона, консула 34 года до н. э.), который получил имя Марк Ливий Друз Либон. Этот нобиль занимал должность консула в 15 году до н. э.

## Память
Широкую известность и почести Марк Ливий получил только после смерти, когда его дочь оказалась женой единоличного правителя Римской державы, а его внуки стали гипотетическими наследниками высшей власти. Младший из них, родившийся в 38 году до н. э. (Ливия тогда уже была женой Октавиана, и молва называла именно последнего отцом ребёнка), получил новый для того времени преномен Друз, в честь деда. Старший, Тиберий, в 27 году до н. э. почтил память Марка Ливия гладиаторскими играми. После обожествления Ливии в 42 году н. э. по всей империи начали ставить статуи её родителей. Подписи на пьедестале двух таких статуй — единственный источник, который содержит полное имя Марка Ливия.
Историки времён Юлиев-Клавдиев писали о Друзе Клавдиане с уважением. В частности, Гай Веллей Патеркул называет его «знатным и мужественным человеком», который в свой последний час «не стал испытывать милость врага».
В телесериале «Домина» (2021 год) Марка Ливия сыграл Лиам Каннингэм.